# أصل أليتي
أصل أليتي (بالإنجليزية: The Descent of Alette)‏ هي قصيدة طويلة كتبها الشاعرة الأمريكية أليس نوتلي عام 1992. وقد اعتبرت القصيدة نقدًا نسويًا لنوع الشعر الملحمي.
تتميز القصيدة باستخدام نوتلي الواسع لعلامات الاقتباس في جميع أنحائها، والتي وصفتها بأنها جزء من محاولتها لاستعادة وظيفة السرد. العنوان هو اعتراف نوتلي بالقصيدة السومرية القديمة «أصل إنانا»، التي تضم أيضا بطلة نسائية. ترتبط رحلة بطل الرواية برواية الشخص الأول، مع كشف اسمهم لأنفسهم فقط في نهاية القطعة. «الطاغية»، وهو شخصية ذكر «مسؤول عن فقدانها الذاكرة، وعن الحرب، وعن القمع الحرفي السري لجميع أشكال الحياة الأصيلة» وفقاً لتيرنس ديغوري في موسوعة شعراء مدرسة نيويورك، فقد قتله الراوي في نهاية القصيدة. ينزل الراوي إلى تحت الأرض الذي يمثل الحياة بدلا من الموت في عكس السرد الملحمي التقليدي. إن مستويات العمل تحت الأرض التي ينحدر من خلالها بطل الرواية تذكرنا بمشاهد محددة في مدينة نيويورك في أواخر الثمانينات؛)، بما في ذلك شبكة قطارات الأنفاق التي يسكنها المشردون، واحتلال المستقطنين في عام 1988 لساحة تومبكينـز التي أزالتها الشرطة. قرأ نوتلي كتاب «أصل أليتي» بأكمله على مدى ليلتين في المختبر في سان فرانسيسكو في يومي 14 و 15 من شهر نوفمبر لعام 2016.